# 노마 세이지
노마 세이지(野間 清治, 1878년 12월 17일 ~ 1938년 10월 16일)는 일본의 작가이자 출판인이다. 출판사 고단샤의 설립자로, 많은 유명한 신문과 잡지의 설립자였다.

## 어린 시절
노마는 1878년에 태어났다. 그의 아버지는 사무라이 출신으로, 루추 제도에서 교사로 일했다.

## 경력
노마는 1910년에 대일본 웅변회라는 출판사를 설립했고, 추후 코단샤로 이름이 변경됐다. 그 회사의 첫 출판물은 대중 연설에 관한 월간 잡지인 "유벤"이다.
그가 시작한 9개의 잡지는 높은 수준의 발행부수를 누렸고 일본의 대중문화에 큰 영향을 끼쳤다. 게다가, 그들은 모든 일본 출판물의 총 발행부수의 75%를 차지했다. 출판물에는 "코단 클럽", "쇼넨 클럽", "오모시로 클럽", "겐다이", "후진 클럽", "쇼조 클럽", "킹구" 등이 포함되었다. 나머지는 회사와 동일시되는 대표 잡지였다. 1930년에 그는 "호치 신문" (일본어: "정보 신문")을 설립하여 영향력 있는 출판물이 되었다.

## 개인사
그의 아내는 교사였다. 그는 1938년 10월 18일 도쿄에서 심장마비로 사망했다.

## 같이 보기
- 고단샤